# Predmetna oznaka
Predmetna oznaka je beseda ali besedna zveza, ki predstavlja vsebino dokumenta. Uporabljamo jo za iskanje po katalogu, bibliografiji ali seznamu ter jo oblikujemo zgolj na osnovi vsebine analiziranega knjižničnega gradiva.
Po abecedi razvrščene predmetne oznake so zbrane v geslovniku, ki je kontroliran slovar s predmetnimi oznakami iz knjižničnega kataloga. Predmetne oznake določamo dokumentom z določljivo vsebino, dokumenti, katerih vsebina pa je težko določljiva, ostanejo brez predmetnih oznak (to so npr. slikanice, poligrafije, eseji). 
Lahko so enostavne ali sestavljene. Enostavne so enobesedne, te besede pa so samostalniki, izjemoma pa tudi pridevniki. Predmetne oznake pa so sestavljene takrat, kadar jih tvorimo iz več besed, kar storimo, kadar ima besedna zveza drugačen pomen kot vsota pomenov posameznih besed. Sestavljene predmetne oznake pa delimo še na razvite in razširjene. Razvite so lahko sestavljene iz dveh samostalnikov, iz samostalnika in pridevnika, samostalnika in števnika, iz več besed ali pa iz besed in številčnih oznak. Razširjene pa so navadno sestavljene iz dveh enakovrednih, samostojnih pojmov, povezanih z veznikom "in". Takšne po navadi izražajo nek odnos (npr. nasprotje).

## Dodelitev predmetne oznake
Kadar dokument obravnava osebo, takrat za predmetno oznako določimo osebno ime, ki ga oblikujemo po pravilih za oblikovanje značnice. Kadar vsebina ni osebno ali lastno ime, lahko uporabimo geslovnik, ki nam pomaga pri izbiri ene od treh možnosti: 
- če je izraz, ki smo ga izbrali za opis vsebine knjižničnega gradiva, predmetna oznaka v geslovniku, ga dodelimo,
- če je izraz, ki smo ga izbrali, sinonim ali alternativna oblika predmetne oznake v geslovniku, uporabimo izraz iz geslovnika,
- če v geslovniku ni predmetne oznake, ki smo jo izbrali za predmet obravnavanega knjižničnega gradiva, moramo oblikovati novo         predmetno oznako ter jo dodati v bibliografski zapis. Novo predmetno oznako vključimo tudi v geslovnik.

Za izčrpnejšo označitev vsebine lahko dokumentu določimo več predmetnih oznak, to pa storimo tako, da predmetne oznake povežemo v predmetni niz. V predmetnem nizu prvo predmetno oznako imenujemo predmetna značnica, njeno določilo pa predmetno določilo. Kadar uporabimo več predmetnih določil, je pomemeben sledeči vrsti red le-teh:
tematsko - zemljepisno - časovno - oblikovno predmetno določilo.
Zaradi večje jasnosti lahko izjemoma uporabimo tudi drugačen vrstni red.

### Načelo najožjega in neposrednega vpisa
Načelo najožjega in neposrednega vpisa določa, da moramo dokumentu dodeliti najožjo predmetno oznako. To pomeni, da knjižničnemu gradivu vedno določimo najožji pojem in ne širšega, ki ožji pojem vključuje. Neposredni vpis pa pomeni, da je predmetna oznaka ločen izraz in ne predmetno določilo širše predmetne oznake. Z dosledno uporabo tega načela dosežemo natančnost vsebinske obdelave knjižničnega gradiva.

### Splošna pravila za oblikovanje predmetnih oznak
- Predmetne oznake so vedno v imenovalniku. Edina izjema so dela umetniške ustvarjalnosti, zlasti leposlovje. Tu predmetni oznaki sledi predmetno določilo v mestniku.
- Naravni besedni red ima prednost, razen pri predmetni oznaki za osebno ime moramo uporabiti invertirani besedni red
- Kvalifikatorji so besede ali besedne zveze, ki v predmetni oznaki pojasnjujejo izbrani izraz z več pomeni. Uporabljamo jih tudi za razjasnitev pomena dvoumnih, nejasnih izrazov. Kvalifikatorji so samostalniki, ki so v istem številu kot predmetna oznaka. Zapišemo jih v oklepaj za predmetno oznako. Dodajamo jih imenom mitoloških in  legendarnih oseb, imenom rodbin, družin, dinastij, naslovom periodike, naslovom filmov in drugih neliterarnih del duhovne ustvarjalnosti, splošnim pojmom in geografskim imenom z več kot enim pomenom.
- Sinonimi so besede z različnim videzom in enakim pomenom. Med sinonimi moramo izbrati en izraz, pri tem pa moramo upoštevati, da imajo pred tujkami prednost domači strokovni izrazi. Če pa domač izraz ni splošno sprejet ali če nimamo domačega izraza, uporabljamo tujko. Obvezno pa moramo ustvariti kazalko z nesprejetih izrazov na sprejete.
- Homonimi imajo enak videz in različen pomen. Različen pomen homonimov moramo razločiti s kvalifikatorji.
- Kratic se izogibamo, saj so težje razumljive in zato uporabljamo celoten izraz. Kratice uporabljamo le če so bolj poznane od celotnega izraza. Za povezavo med celotnim izrazom in kratico pa moramo ustvariti kazalko.
- Pri oblikovanju predmetnih oznak uporabljamo ednino in množino. Predmetna oznaka je v ednini, če izraz označuje abstraktni pojem, verski ali vrednostni sistem, znanstveno vedo ali panogo, organ ali del telesa, književno zvrst in vrsto, proizvode človekove intelektualne ali umetniške ustvarjalnosti, proces ali postopek, žive organizme, ki v biologiji označujejo rod ali vrsto, materiale in snovi ali pa lastnost materiala ali snovi. V množini pa je predmetna oznaka takrat, kadar izraz označuje generične pojme, imena plemen, narodov, narodnosti, pripadnike verskih skupnosti, prebivalcev naselij, poklice, naravne pojave, žive organizme, ki v biologiji označujejo družino, red, razred ali deblo, proizvode človeškega dela ali skupine materialov in snovi.
- Nujno je, da v katalogu vzpostavimo sistem napotil, ki so pomoč tako uporabnikom kot tudi katalogizatorjem. Poznamo dve vrsti napotil: kazalke, ki z besedico »glej« usmerjajo uporabnika od nesprejetih izrazov k sprejetim in vodilke, ki pa z izrazom »glej tudi« usmerjajo uporabnika od enega do drugega sorodnega izraza.

## Vrste predmetnih oznak
Predmetne oznake so lahko imenske, tematske, zemljepisne in oblikovne.
Imenske predmetne oznake označujejo osebna imena, imena korporacij, imena rodbin, naslove del anonimnih avtorjev in druga lastna imena.
Tematske predmetne oznake označujejo vsa področja človekovega bivanja, znanja in delovanja. To so: poklici, znanosti in dejavnosti, jeziki, procesi in stanja, družbeni pojavi in pojmi iz družbe, naravni pojavi in pojmi in narave, imena narodov, ljudstev in plemen, živa bitja, organi in deli telesa, vrednote in lastnosti ter dobe in geološka obdobja.
Zemljepisne predmetne oznake označujejo neko zemljepisno enoto kot celoto ali specifične značilnosti, ki so z njo neločljivo povezane. To so teritorialne enote, kot so države, pokrajine in mesta, zgodovinske teritorialne enote, celine in druga širša zemljepisna območja, naravne oblike, kot so jezera, morja, reke in gore, nebesna telesa kot so planeti, zvezde ter druge zemljepisne enote, kot so arheološka nahajališča in naravni parki.
Oblikovne predmetne oznake označujejo obliko knjižničnega gradiva glede na namembnost. Z oblikovnimi predmetnimi oznakami ne označujemo fizične oblike knjižničnega gradiva, npr. videokasete. Uporabljamo jih takrat, kadar gradiva ni mogoče tematsko opredeliti ali kadar ocenimo, da je vsebina podrejena obliki.